# 通川区
通川区（つうせんく）は中華人民共和国四川省達州市に位置する市轄区。

## 地理
明月江が流れている。

## 行政区画
- 街道:東城街道、西城街道、朝陽街道、鳳西街道、鳳北街道
- 鎮:羅江鎮、蒲家鎮、復興鎮、双竜鎮、江陵鎮、碑廟鎮、磐石鎮、東岳鎮、梓桐鎮、北山鎮、金石鎮
- 郷:安雲郷、青寧郷

## 教育

### 大学
- 四川文理学院（中国語版）
- 達州職業技術学院（中国語版）

## 交通
道路
高速道路
- 包茂高速道路（達陝高速道路（中国語版）兼ねる）

国道
- G210国道

省道
- 202省道

## 健康・医療・衛生
- 通川区人民医院
- 達州市通川区中医院
- 達州市衛生防疫站